# Доронина, Елена Витальевна
Еле́на Вита́льевна Доро́нина (2 января 1955, Москва — 31 декабря 2011, там же) — советская и российская актриса театра и кино.

## Биография
Елена Доронина родилась 2 января 1955 года в Москве в семье актёра Виталия Доронина и актрисы Констанции Роек. В 1976 году Елена Доронина окончила школу-студию МХАТ имени В. И. Немировича-Данченко (класс П. В. Массальского) и стала актрисой Малого театра. Актриса неоднократно снималась на телевидении.
В 1999 году награждена медалью ордена «За заслуги перед Отечеством» II степени.
Скончалась в Москве на 57-м году жизни после тяжёлой болезни 31 декабря 2011 года. Похоронена на Троекуровском кладбище. рядом с мужем  на участке № 3.

### Семья
Отец — В. Д. Доронин (1909—1976), народный артист РСФСР. Мать — К. Ф. Роек (1923—2005), народная артистка РСФСР.
Муж —Овчинников Александр Юрьевич ( 07.06.1947 – 24.10.1997) - актёр театра и кино, педагог.Заслуженный артист РСФСР (1986) 

## Награды
- медаль ордена «За заслуги перед Отечеством» II степени (1999)[4].

## Работы в театре
- 1976 — «Над светлой водой» В. И. Белова — Даша
- 1977 — «Конёк-горбунок» П. П. Ершова — кобылица'
- 1977 — «Дачники» М. Горького — барышня в голубом
- 1977 — «Перед заходом солнца» Г. Гауптмана — гостья
- 1977 — «Горе от ума» А. С. Грибоедова — 4-я княжна
- 1978 — «Проделки Скапена» Ж.-Б. Мольера — Гиацинта
- 1978 — «Признание» С. А. Дангулова — супруга Френсиса
- 1978 — «Беседы при ясной луне» В. М. Шукшина — Женя
- 1978 — «Берег» Ю. В. Бондарева — Галя Аксёнова
- 1979 — «Потерянный рай» И. Шаркади — Эва
- 1979 — «Мамуре» Ж. Сармана — Жизель
- 1980 — «Женитьба Бальзаминова» А. Н. Островского — Маша
- 1980 — «Агония» М. Крлежи — Мария
- 1981 — «Целина» Л. И. Брежнева — целинница
- 1983 — «Фома Гордеев» М. Горького — Любовь Маякина
- 1983 — «Утренняя фея» А. Касоны — девушка'
- 1984 — «Живой труп» Л. Н. Толстого — Саша
- 1984 — «Рядовые» А. А. Дударева — Люська
- 1985 — «Незрелая малина» И. Губача — Ганичка
- 1987 — «Холопы» П. П. Гнедича — Агничка
- 1988 — «Дом на небесах» И. Губача — Квета
- 1989 — «Сказки Голливуда» К. Хэмптона — Марта Фейхтвангер
- 1990 — «Конёк-горбунок» П. П. Ершова — 2-й конь
- 1993 — «Царь Борис» А. К. Толстого — Годунова, Ирина Фёдоровна
- 1999 — «Сказка о царе Салтане» А. С. Пушкина — ткачиха
- 2001 — «Хэппи-энд» С. Сондхайма и Д. Фурта — Нам Чжун Вуонг
- 2005 — «День на день не приходится» А. Н. Островского — Круглова
- 2008 — «Дети солнца» М. Горького, режиссёр А. Шапиро — Авдотья

## Фильмография
- 1981 — Доходное место
- 1985 — Незрелая малина — Ганичка
- 1986 — Женитьба Бальзаминова — Маша
- 1996 — Страшная мысль
- 2002 — Русские амазонки — эпизод
- 2005 — Теневой партнёр
- 2008 — Галина (серии 1, 2, 3, 7, 8) — жена Бронникова
- 2010 — Тридцать седьмой роман — Вера Андреевна